# Efterklangstid
Efterklangstiden er den tid, det tager lydniveauet (efterklangen) at falde med 60 dB, efter at lydkilden (fx et klap) er stoppet. 
Overfladerne i et givent lokale har stor indflydelse på efterklangstiden – altså, hvor længe en lyd er om at fortone sig i rummet. 
Hårde, glatte overflader som beton og murværk har en lang efterklangstid, mens materialer med åben, porøs struktur, som for eksempel akustikplader, mineraluld og tekstiler, giver en kort efterklangstid. Jo større rummet er, jo længere er efterklangstiden også. 
Badeværelser og kirker har eksempelvis en lang efterklangstid og en "rungende" eller klangfuld lyd. 
I boligers opholdsrum bør efterklangstiden være kort og må ikke overstige 0,4 sekunder.